# Volker Zahner

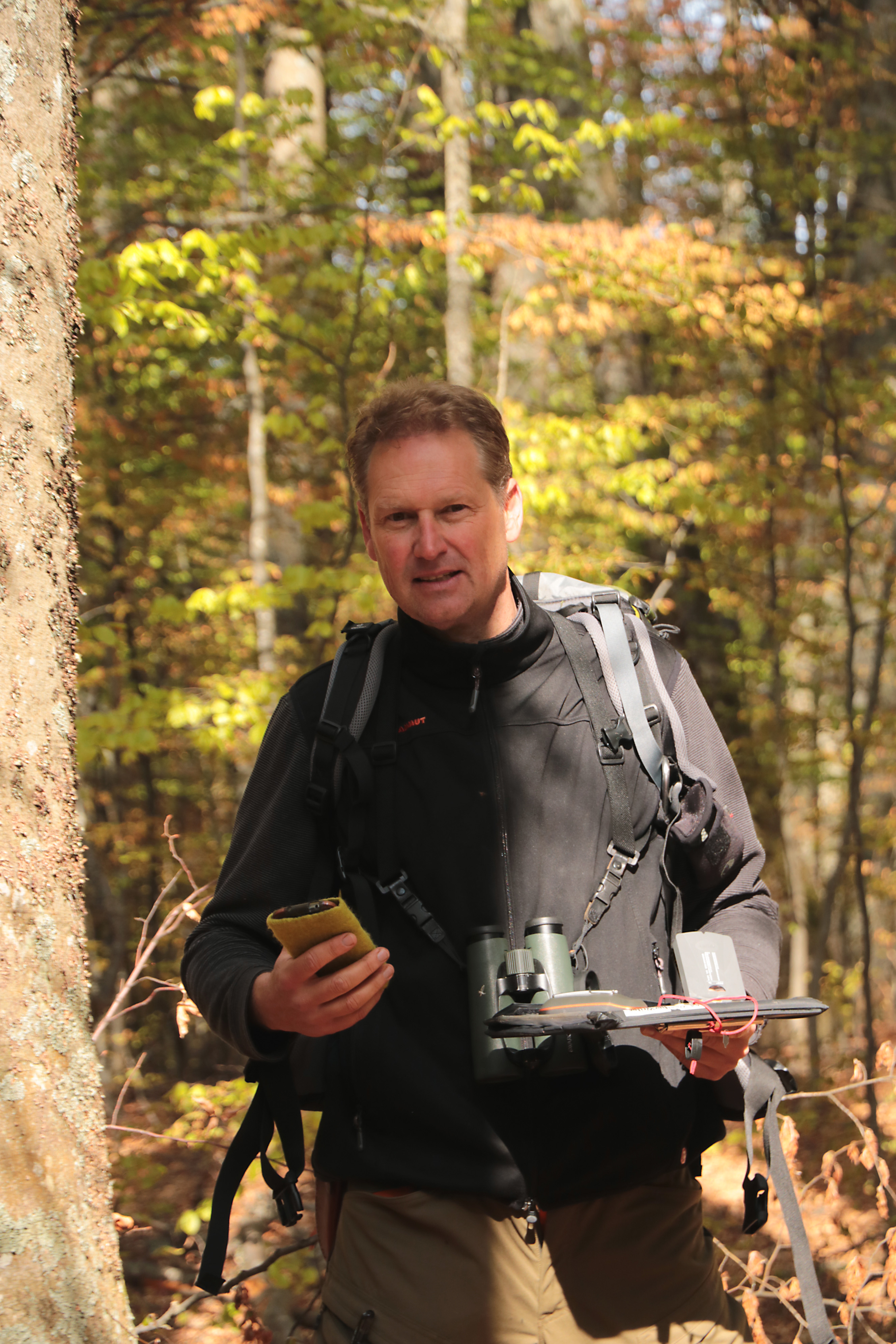
Volker Zahner

Volker Zahner (* 13. Dezember 1962 in Würzburg) ist ein deutscher Forstwissenschaftler auf dem Gebiet der Wildtierökologie.

## Leben
Volker Zahner wuchs in Lohr a. Main („Rexroth-Villa“) im Spessart als drittes Kind des Kaufmannehepaares Zahner auf. Nach zwei Jahren Aufenthalt in Spanien (Malaga) kehrte die Familie in den Spessart zurück. In München studierte er Forstwissenschaften an der Ludwig-Maximilians-Universität. Nach dem Studium absolvierte er das Staatsexamen und arbeitete an der bayerischen forstlichen Versuchs- und Forschungsanstalt später Bayerische Landesanstalt für Wald und Forstwirtschaft im Bereich Waldökologie. Zeitgleich promovierte er an der Technischen Universität München zum Thema Einfluss des Bibers auf Auenwälder.  2002 wurde er an die Hochschule Weihenstephan-Triesdorf auf die Professur Zoologie, Wildtierökologie berufen. An der Fakultät für Wald und Forstwirtschaft war er u. a. als Studiendekan, Dekan und Prodekan tätig. Internationale Kooperationen pflegt er  v. a. mit Finnland, Norwegen und Rumänien.

## Mitgliedschaften
Volker Zahner ist Mitglied in mehreren Gremien, darunter dem Stiftungsrat der Heinz Sielmann Stiftung, Mitglied im Bayerischen Naturschutzfonds, Mitglied im obersten Bayerischen Naturschutzbeirat, Mitglied im Wissenschaftlichen Beirat der Bayerischen Ornithologischen Gesellschaft und Sprecher des wissenschaftlichen Beirates des Landesbundes für Vogelschutz. Als Kurzzeitexperte war er auch im Bereich Natura 2000 international für die EU tätig.

## Auszeichnungen
- Preis für gute Lehre des Bayerischen Wissenschaftsministerium (2006)
- Biodiversitätssonderpreis für die Lehrveranstaltung Natura 2000 und Vertragsnaturschutz im Wald (2016)

## Schriften (Auswahl)
- Einfluss des Bibers auf gewässernahe Wälder (1997). Ausbreitung der Population. Dissertationsschrift TU München. Utz Verlag 321.S.
- Der Biber, die Rückkehr der Burgherren (2. Auflage 2010): Buch und Kunstverlag.
- Spechte – ein Leben in der Vertikalen. G. Braun Verlag, 112. S.
- Spechte und Co. (2019) Aula Verlag. 150 S.
- Die Vogel Bisa (2007): Vogelarten-Kenntnis von Schülern in Bayern.
- Zusammen mit Thomas Gerl und einem Autorenteam (2018): Der Bisa Test: Ermittlungen von Formentkenntnis von Schülerinnen und Schülern am Beispiel heimischer Vogelarten. Zeitschrift für Didaktik der Naturwissenschaften.